# Municipio de Goshen (Arkansas)
El municipio de Goshen (en inglés: Goshen Township) es un municipio ubicado en el condado de Washington en el estado estadounidense de Arkansas. En el año 2010 tenía una población de 2051 habitantes y una densidad poblacional de 25,67 personas por km².

## Geografía
El municipio de Goshen se encuentra ubicado en las coordenadas 36°6′00″N 93°59′25″O / 36.10000, -93.99028. Según la Oficina del Censo de los Estados Unidos, el municipio tiene una superficie total de 79.91 km², de la cual 78,37 km² corresponden a tierra firme y (1,92 %) 1,54 km² es agua.

## Demografía
Según el censo de 2010, había 2051 personas residiendo en el municipio de Goshen. La densidad de población era de 25,67 hab./km². De los 2051 habitantes, el municipio de Goshen estaba compuesto por el 94,05 % blancos, el 0,2 % eran afroamericanos, el 1,22 % eran amerindios, el 1,8 % eran asiáticos, el 0,98 % eran de otras razas y el 1,76 % eran de una mezcla de razas. Del total de la población el 2,93 % eran hispanos o latinos de cualquier raza.